# Тряпичная Энни
Тряпичная Энни (англ. Raggedy Ann) — персонаж серии детских книг, написанных и иллюстрированных писателем Джонни Груллом (1880—1938).
Тряпичная Энни — кукла; впервые она была создана в этом качестве в 1915 году, а в 1918 вышла книга «Истории Тряпичной Энни» (англ. Raggedy Ann Stories). Книга имела большой успех, и в 1920 году вышло продолжение — «Истории Тряпичного Энди» (англ. Raggedy Andy stories), рассказывающие о друге и товарище по играм тряпичной Энни — Тряпичном Энди.
В то же время, из-за болезни и смерти дочери писателя, связанной, по его мнению, со сделанной ей в школе без его разрешения прививкой и приведшей к его стойкому предубеждению против вакцинации, кукла стала одним из символов антивакцинаторского движения.
В дальнейшем на основе персонажей Тряпичной Энни и Тряпичного Энди вышло множество книг и несколько мультфильмов. В 2002 году Тряпичная Энни была включена в Национальный зал славы игрушек, в 2007 году — Тряпичный Энди.
В 1950-х годах началось коллекционирование кукол Энн и Энди, появились различные предметы с их логотипами. В последующие годы Тряпичная Энни завоевала Европу. В середине мая 1998 года в Арколе, Иллинойс, родном городе родителя игрушки, впервые прошел фестиваль в честь Джонни и его знаменитой куклы. Через год в этом же городе открылся музей Тряпичных Энн и Энди, владельцем и директором которого стала внучка Джонни Грюэла — Джони Ваннамейкер (англ. Joni Wannamaker). Музей просуществовал десять лет, но был закрыт по финансовым соображениям.